# NGC 821
NGC 821 je eliptická galaxie v souhvězdí Berana. Její zdánlivá jasnost je 10,8m a úhlová velikost 2,4′ × 1,7′. Je vzdálená 80 milionů světelných let, průměr má 55 000 světelných let. Galaxii objevil 4. září 1786 William Herschel. Ve středu galaxie se nachází velmi hmotná černá díra, jejíž hmotnost se odhaduje na přibližně na 850 milionů hmotností slunce..